# Yoshiki (nhạc sĩ)
Hayashi Yoshiki (林 佳樹 (Lâm Giai Thụ) sinh ngày 20 tháng 11 năm 1965 tại Tateyama, Chiba, Nhật Bản) là một nhạc sĩ, người viết ca khúc, và nhà sản xuất âm nhạc nổi tiếng của Nhật Bản. Anh là được biết đến như một trong những thành viên nổi tiếng nhất đồng sáng lập ra ban nhạc huyền thoại X Japan, và là một trong những tay trống (drummer) có ảnh hưởng nhất trong lịch sử nhạc rock. Anh là người biên soạn hầu hết các ca khúc của X Japan, từ những bản Speed Metal như Kurenai, I'll Kill You, đến những bản Slow Ballad như Endless Rain, hay Power Ballad như Tears, hoặc siêu phẩm dài 30 phút Art of Live, đồng thời cũng chơi piano cho ban nhạc. Sau khi X Japan tan rã năm 1997, anh đã tham gia nhiều hoạt động âm nhạc và sản xuất nhạc cho nhiều ban nhạc khác nhau. Năm 2007 X Japan tái hợp, Yoshiki trở lại biểu diễn với ban nhạc kể từ đó đến nay.
Yoshiki, với vai trò là một nhà sản xuất, đã bán được 50 triệu album. Anh học piano cổ điển từ khi còn rất nhỏ, và có khả năng chơi tốt nhiều loại nhạc cụ. Tháng 4 năm 1986, anh thành lập hãng đĩa riêng của mình Extasy Records. Đây là studio nơi Yoshiki đã thu đĩa đơn Foreing Sand với tay trống của Queen, Roger Taylor. Sau đó studio đã bị bán và đổi tên thành Brooklyn Recording và Yoshiki mua lại nó vào năm 2000. Ngày nay Extasy Recors có hai studio, Extasy Records International và Extasy Records North Recording Studios.

## Tiểu sử

### Những năm đầu
Hayashi Yoshiki sinh ra tại Tateyama, Chiba, Nhật Bản. Cậu bắt đầu được cha mẹ cho học piano khi mới 4 tuổi. Vài năm sau, Yoshiki được đến xem một live show của KISS biểu diễn tại Nhật Bản. Live show này gây ấn tượng sâu sắc tới cậu, và Yoshiki bắt đầu nghe nhạc của các ban hard rock từ đấy. Sau đó, cha cậu mua cho cậu một dàn trống. Năm Yoshiki lên 10, ông tự sát khi mới 33 tuổi. Bi kịch này gây cho Yoshiki một chấn thương tâm lý sâu sắc và thể hiện rõ trong âm nhạc của anh sau này. Trong một bài phỏng vấn năm 1999, Yoshiki nói cha anh tự sát vì vấn đề tài chính của gia đình. Anh để tóc dài và chơi trống để giải tỏa những đau đớn và giận dữ trong tâm hồn. Yoshiki trở thành fan hâm mộ cuồng nhiệt của các ban nhạc Mĩ đặc biệt là KISS.

### Vai trò trong X Japan
Khi còn là học sinh trung học, Yoshiki đã cùng người bạn thân thiết từ thuở nhỏ, Toshi (Deyama Toshimitsu) lập ra ban nhạc rock X. Các thành viên của ban nhạc luôn luôn thay đổi, nhưng cuối cùng vào năm 1986, đội hình chính thức cũng được ổn định với các thành viên Yoshiki chơi trống và piano, Toshi – hát chính, Matsumoto Hideto (hide) – lead guitar, Ishizuka Tomoaki (Pata) – rhythm guitar, và Sawada Taiji – bass.
Năm 1986, mẹ Yoshiki bán cửa hàng kimono của bà để giúp đỡ cho ban nhạc. Âm nhạc của họ quá giận dữ và phá phách nên không một hãng đĩa nào vào thời đó ký hợp đồng thu âm. Vì vậy, Yoshiki quyết định tự thành lập hãng đĩa riêng của ban nhạc, Extasy Records. Năm 1987, ban nhạc gây được sự chú ý lớn bởi hai hit single Orgasm và I'LL KILL YOU. Một năm sau, album đầu tiên của họ VANISHING VISION được phát hành. Ngày mùng 1 tháng 9 năm 1989 ca khúc Kurenai của ban nhạc đạt vị trí thứ năm tại bảng xếp hạng Oricon (Oricon Charts) trong tuần đầu tiên. Họ trở thành ban nhạc indie đầu tiên được xuất hiện trong bảng xếp hạng này.
Năm 1992 Ban nhạc đổi tên từ X thành X Japan vì không muốn bị nhầm lẫn với hai ban nhạc cùng tên đến từ Australia và Los Angeles, Mĩ. Và thời gian này, Taiji (bass) rời khỏi ban nhạc và được thay thế bởi tay bass mới Hiroshi Morie (Heath). Đó là sự thay đổi thành viên cuối cùng của họ.
Một vài ngày trước khi ban nhạc đổi sang cái tên này, Yoshiki bắt đầu soạn đến đoạn cuối cùng ca khúc Art of Live, trong khi những thành viên khác của ban nhạc chuận bị cho sự nghiệp solo của họ. Sau vài tháng, họ phát hành album Art of Live, chỉ gồm một ca khúc cùng tên dài 29 phút. Ca khúc này đã cực kì thành công ở Nhật.
Trang phục và cách trang điểm của ban nhạc khi biểu diễn trở nên ít gây shock hơn. Họ không còn để những kiểu tóc dài dựng ngược như buổi biểu diễn huyền thoại tại Tokyo Dome năm 1992, Hanmettsu ni Mukatte (Trên bờ của sự Hủy diệt), dù hầu hết các thành viên vẫn để tóc dài. Vào khoản năm 1995, Yoshiki cắt ngắn mái tóc của mình. Thành viên duy nhất của ban nhạc vẫn giữ nguyên kiểu trang phục và màu tóc như cũ là hide, người vốn nổi tiếng bởi mái tóc ngắn màu hồng và đen cũng như cá tính lập dị của mình.
Năm 1997, Toshi quyết định rời khỏi ban nhạc. Ngày 22/9/1997, ban nhạc cũng tuyên bố chấm dứt hoạt động và biểu diễn show chia tay tại nhà thi đấu Tokyo Dome ngày 31/12 năm đó. Buổi biểu diễn mang tên The Last Live, hầu như gần giống với Dahlia Tour, nhưng lại diễn ra trong một bầu không khí buồn vô hạn. Sau khi ban nhạc tan rã, Yoshiki và Toshi, mỗi người đều đi theo con đường riêng của mình. Yoshiki tiếp tục việc điều hành công ty của anh. X Japan chấm dứt sự nghiệp âm nhạc như một ban nhạc có ảnh hưởng lớn nhất và được hâm mộ nhất trong lịch sử âm nhạc Nhật Bản. Tuy nhiên có rất nhiều ấn phẩm của X được biên soạn lại hoặc tái phát hành cho đến tận ngày nay (X Japan cũng tái hợp năm 2007).

### Thời kì hậu X Japan
Mặc dù rất đau đớn sau sự tan rã của X Japan, Yoshiki vẫn tiếp tục thành lập và dẫn dắt những rock ban rất đáng chú ý của Nhật Bản. Với vai trò là một nhà sản xuất, anh đã ra mắt nhiều ban nhạc với những hợp đồng thu âm đầu tiên thông qua hãng ghi âm Extasy Records như Luna Sea, Glay trong khoảng hai năm'92-'93 và Zi:Kill. Thời gian này Yoshiki đột ngột ngừng việc sáng tác để tập trung và dồn hết tâm sức vào công việc của một nhà sản xuất. Sau cái chết bất ngờ của hide ngày mùng 2 tháng 5 năm 1998, Yoshiki rơi vào một thời kì khủng hoảng sâu sắc, và thề rằng sẽ không bao giờ chơi trống nữa. Anh đã chuyển đến Los Angeles và không hề xuất hiện trước công chúng hay giới truyền thông trong suốt 2 năm.
Năm 2000 anh mở hai studio Extasy Records International và Extasy Records North tại Hollywood, California. Anh dự định thực hiện một buổi công diễn để tưởng niệm về hide vào năm 2002, nhưng sau đó lại hủy bỏ vì cho rằng nó chỉ giống như một hoạt động 'quảng cáo'. Yoshiki một lần nữa quay trở lại với công việc. Thời gian này anh đã hoàn thành một kết hoạch cá nhân mà anh phải mất 10 năm để thực hiện, đó là Violet UK. "Violet UK" dự kiến ra mắt album đầu tay vào ngày 22 tháng 9 năm 2005 – đúng ngày kỉ niệm 8 năm sự tan rã của X Japan, nhưng sau đó dự định này đã không thể thực hiện được. Bên cạnh một số chương trình hoà nhạc giao hưởng trong năm 2002 được tập hợp trong một DVD xuất bản năm 2005 (bao gồm các ca khúc soạn lại của X Japan cùng một số bài hát viết riêng cho Violet UK), không có ghi âm đáng kể nào của nhóm nhạc này được ra mắt cho đến nay.
Năm 2003, Yoshiki hợp tác với ca sĩ chính của Pussycat Dolls Nicole Scherzinger trong dự án Violet UK của anh. Cô biểu diễn bản tiếng Anh ca khúc "I'll Be Your Love" với Dàn nhạc Giao hưởng Thành phố Tokyo (Tokyo City Philharmonic Orchestra). Ca khúc này cũng xuất hiện trong Album Exposition với sự đóng góp của nhiều tên tuổi nghệ sĩ khác nhau của Global Harmony ra mắt cùng năm đó.
Năm 2002 Yoshiki cũng quay trở lại làng nhạc pop với việc gia nhập ban nhạc pop Nhật Bản Gobe (từ 2002 đến 2005). Anh đã làm việc với rất nhiều nhạc sĩ nổi tiếng khác. Trong số đó phải kể đến việc hợp tác với Komuro Tetsuya lập ra ban nhạc V2 (ban nhạc này chỉ cho ra được một đĩa đơn), với George Martin (nhà sản xuất của Beatles) để sản xuất album Eternal Melody năm '92, và với ban nhạc Iron Maiden và tay trống Roger Taylor (của Queen)  trong việc sản xuất ca khúc Foreign Sand; và có đóng góp trong nhiều dự án âm nhạc khác như Album tưởng nhớ về ban nhạc Kiss Kiss My Ass. Anh đã thể hiện sức sáng tạo trong rất nhiều lĩnh vực khác nhau.
Yoshiki vẫn hoạt động như một nhà sản xuất âm nhạc, trong việc ra mắt các album của Dir En Grey và TRAX (2004). Anh cũng sáng tác bài hát chính cho Expo 2005 và các ca khúc cho phim Catacombs. Gần đây hơn, anh cũng tham gia lễ hội JRock Revolution tại Los Angeles, California. cùng với siêu nhóm nhạc supergroup S.K.I.N. hội tụ các tên tuổi hàng đầu trong làng pop/rock nhật như Gackt, Miyavi, và cựu guitarist của Luna Sea Sugizo.
Yoshiki cũng đã từng bắt tay cựu thủ tướng Nhật Koizumi Junichirō, người đã tuyên bố là một fan lớn của X Japan trong suốt mùa vận động tranh cử. Ông nói âm nhạc của X Japan đã thay đổi cách nghĩ của ông với tư cách một nhà chính trị và cũng thay đổi định kiến của ông về xã hội Nhật. Bài hát yêu thích của Koizumi Junichirō là "Forever Love". Có lẽ hình ảnh đáng nhớ nhất của Yoshiki trong lòng các fan vẫn là một ngôi sao heavy visual trong những tháng ngày với X Japan, khi đó phong cách và trang phục của anh mang đậm dấu ấn của một Japanese bishounen. Lúc ấy, Yoshiki là một con người đầy bí ẩn, anh có thể trở thành một con quỷ trong khoảnh khắc phá tan dàn trống của mình, nhưng phút chốc lại biến thành một thiên thần, một búp bê sống động, dịu dàng khi ngồi trước cây piano thủy tinh. Giờ đây, Yoshiki thường thích làm những công việc phía sau sàn diễn hơn và dành nhiều thời gian để đi lại giữa hai nơi, Tokyo, Nhật Bản và Los Angeles, California.
Ngày 20/6/2006, Otakon tuyên bố Yoshiki sẽ đến đó tham dự hội nghị với tư cách khác mời đặc biệt và tặng chữ ký cho fan hâm mộ. Tại Otakon ngày mùng 5/8/2006, Yoshiki cho biết anh sẽ thành lập một ban nhạc với các nhạc sĩ Nhật Bản Gackt. Cùng ngày hôm đó, Yoshiki dự định dành ra 3 tiếng để tăng chữ ký bắt đầu từ 11 giờ sáng. Nhưng việc ký tặng phải kéo dài tới 4 giời 30' chiều vì lượng fan đến quá đông. Ngày 19/8, Yoshiki xuất hiện tại Family Values Tour (Dir En Grey là một trong những nhà sáng lập) ở San Bernardino, California. Với một thái độ hết sức hòa nhã, lịch sự và thân thiện, anh đã bắt tay và tặng tranh cho các fan.

Ngày 24/9/2006, có tuyên bố rằng Yoshiki sẽ ra mắt công chúng lần đầu với vai trò đạo diễn âm nhạc ở Hollywood cho vở kịch Catacombs, của Saw (movie) do Gregg Hoffman sản xuất với diễn viên chính là Shannyn Sossamon. Anh viết ca khúc "Blue Butterfly" cho phần ending, do vocalist Nina của Violet UK thể hiện. Yoshiki đã từng làm việc cho một vài bộ anime và các phim truyện nước ngoài khác, nhưng đây là một dự án mang tầm quốc tế lần đầu tiên anh than gia.

### X Japan tái hợp
Yoshiki khẳng định X Japan sẽ tái hợp năm 2007, với một ca khúc đơn mới và một tour biểu diễn. Ngày 22, tháng 10 năm 2007, lần đầu tiên sau 10 năm họ xuất hiện cùng nhau trước công chúng để quay phim quảng cáo cho ca khúc đơn mới "I.V." sáng tác cho bộ phim Saw IV.
Ngày 20 tháng 9 năm 2007, tại buổi xem trước bộ phim Catacombs ở Nhật Bản, Yoshiki được cho biết sẽ sản xuất soundtrack cho bộ phim nhạc rock Repo! The Genetic Opera, cùng với việc soạn thêm một ca khúc bổ sung.
tháng 3 năm 2008, X Japan biểu diễn show ba đêm tại Nhật.
Tháng 5, 2010, Yoshiki gây ngạc nhiên khi xuất hiện tại Trung tâm Anime trong buổi ra mắt thế giới lần đầu tiên bộ phim Yoshiki History Through X Japan (Tiểu sử Youshiki qua X Japan), một sự kiện nhằm quảng bá thêm cho buổi biểu diễn sắp tới của X Japan tại Lollapalooza, Chicago.
Yoshiki và X Japan đã từng biểu diễn tại Sân vận động Nissan ở Yokohama và hoàn thành tour diễn Bắc Mĩ đầu tiên, bắt đầu từ ngày 25 tháng 9 tại Los Angeles và tiếp tục với điểm dừng chân tiếp theo tại San Francisco, Canada, Seattle, Boston, Chicago, và Thành phố New York. X Japan chuẩn bị ra mắt Album tái hợp đầu tiên của họ sau 14 năm vào năm 2011.

## Sự thật vui về Yoshiki
- Mỗi năm một lần, Yoshiki về Nhật để ăn tối với mẹ anh.
- Yoshiki đứng trong 'Top 5 ngôi sao có kỉ lục về việc ở phòng khách sạn đắt nhất thế giới", với 60,000 $ chỉ trong 1 đêm.
- Yoshiki từng bị coi là "cậu bé có vấn đề" khi còn nhỏ. Vì cậu lúc nào cũng tỏ ra buồn bã ở trường và điểm số thì rất thấp. Tuy nhiên, anh lại học khá tốt khi lên cấp III, đặc biệt là môn toán và khoa học. Anh đã được mời vào một trường nội trú sau khi tốt nghiệp phổ thông.
- Yoshiki có một hãng ghi-ta riêng tên gọi BG-Custom New Yoshiki Model.
- Yoshiki có năng khiếu về ngôn ngữ, anh có thể giao tiếp thành thạo bằng tiếng Nhật, tiếng Trung(cả Quảng Đông và Quan Thoại (普通话偶)), tiếng Anh và tiếng Pháp.[39]
- Vì chơi trống quá cuồng nhiệt, anh bi gãy cổ một lần và vô số lần bị thương ở cổ tay.
- Trong suốt thời gian ở X Japan anh chỉ chơi dàn trống Tama và chiếc piano Kawai.
- Yoshiki lấy tên là Gary Yoshiki (ゲイリー・ヨシキ Geirī Yoshiki?) khi tham dự show nhạc của Kitano Takeshi ở NTV mang tên "Tensai Takeshi no Genki ga Deru Terebi!!" (天才・たけしの元気が出るテレビ!!) (X Japan Genki Ga Deru Terebi trên YouTube)
- Anh bị dị ứng với tôm và sò.
- Yoshiki đã đến lần trình chiếu ra mắt phim Cướp biển Caribê với nữ diễn viên Virginia Madsen[40][41]

## Tóm tắt sự nghiệp âm nhạc
Albums
- Yoshiki Selection (12 tháng 12 năm 1991)
- Eternal Melody (21 tháng 4 năm 1993)
- A Music Box For Fantasy (25 tháng 7 năm 1993)
- Yoshiki Selection II (11 tháng 4 năm 1996)
- Giai điệu vĩnh cửu II (23 tháng 3 năm 2005)

Đĩa đơn
- "Haitoku no Hitomi ~Eyes of Venus~" (背徳の瞳 〜Eyes of Venus〜?)/"Virginity" (với V2, 19 tháng 1 năm 1992)
- "Amethyst" (3 tháng 11 năm 1993)
- "Ima wo Dakishimete" (今を抱きしめて, với NOA, 3 tháng 11 năm 1993)
- "Rain" (với Glay, 25 tháng 5 năm 1994)
- "Foreign Sand" (với Roger Taylor, 1 tháng 6 năm 1994)
- "Moment" (với Saijo Hideki, 6 tháng 8 năm 1997)
- "Begin" (với Kitano Shoko, 23 tháng 6 năm 1998)
- "Bara to Midori" (薔薇と緑, với Kitano Shoko, 28 tháng 10 năm 1998)
- "Shinku no Hana" (深紅の花, với Kudō Shizuka, 8 tháng 11 năm 2000)
- "I'll Be Your Love" (với Dahlia, Expo 2005 ca khúc đầu, 29 tháng 10 năm 2003)
- "Scorpio" (với TRAX, 15 tháng 12 năm 2004)
- "Rhapsody" (với TRAX, 20 tháng 4 năm 2005)
- "Sex and Religion" (với Violet UK, 19 tháng 12 năm 2005)
- "Blue Butterfly" (với Violet UK, 3 tháng 10 năm 2007)
- "Rosa" (với Violet UK, 29 tháng 8 năm 2009)

Nhạc phim
- Catacombs (2007)
- Saw IV (2007)
- Repo! The Genetic Opera (2008)

Videography
- V2 Special Live Virginity 1991.12.5 (25 tháng 3 năm 1992)
- Anniversary (18 tháng 5 năm 2000)
- Symphonic Concert 2002.12.4 with Tokyo City Philharmonic Orchestra feat. Violet UK (30 tháng 3 năm 2005)
- I.V. Music Video by X Japan for the movie Saw IV (tháng 10 năm 2007)

Compilations by various artists
- Kiss My Ass: Classic Kiss Regrooved (21 tháng 6 năm 1994)
- Tribute Spirits (1 tháng 5 năm 1999)
- Ai Chikyu-haku presents Love the Earth (30 tháng 3 năm 2005)

X Japan
Globe